# 紙リサイクル
紙リサイクル（かみリサイクル、英語: Paper recycling）とは、家庭から出る古紙を資源ごみとして回収し、製紙メーカーが再生紙にするプロセスのことを言う。
製紙原料として再利用されるもののほか、一部は固形燃料や家畜用敷料(敷きわら)として再利用される。
日本における古紙利用率は、1970年代のオイルショックを機に上昇し、1991年に旧リサイクル法が制定されたことで、50%を超えるようになった。2000年にはグリーン購入法が制定されたことで官公庁を主体に需要は拡大した。

## 概要
厳密には、
1. 古紙回収業者が回収
2. 古紙問屋に集められ種類分け
3. 製紙メーカーが古紙問屋から古紙を購入し、製紙する

というプロセスになっている。

## 分別
一般的には、下記の6種類に分別する。
- 新聞 - 広告チラシを含む。一部地域ではチラシを新聞と分ける場合がある。
- 雑誌
- 段ボール
- 雑がみ[6]
- 紙パック - 「洗って、開いて、乾かして」分別したもの。アルミ付き紙パックは含まない。
- 禁忌品(ごみ)[7]

## 禁忌品
公益財団法人古紙再生促進センターと全国製紙原料商工組合連合会は、次のものを禁忌品と指定し、禁忌品を古紙に混ぜないよう求めている
。禁忌品はリサイクルができない。

昇華転写紙(アイロンプリント紙、捺染紙)
裁縫用の型紙などに使われている。字や絵柄が逆になっていれば昇華転写紙である。
カバンや靴などの詰め物(使用済み昇華転写紙)
昇華転写紙が詰め物としてリユースされている場合があり、昇華転写紙ではない場合と見分けがつかないためすべて可燃ごみにする。
感熱性発泡紙(立体コピー紙)
主に点字印刷物(図や絵)に使われている。感熱性発泡紙らしきものも可燃ごみにする。
ろう(蝋)(ワックス)付段ボール
輸入青果物や水産加工品を入れる段ボール箱に使われている。
箔押しされた紙
金銀の折り紙など。
建材に使用される紙
壁紙、防水シート、石膏ボードなど。
圧着はがき(親展はがき)
請求書、ダイレクトメールなどに使われている。
(牛乳パック以外の)ラミネート紙、樹脂コーティング紙、アルミコーティング紙
アイスクリームのカップ、カップ麺のふた、お酒のパック、ガムの内側の包装紙などに使われている。

牛乳などで使われる紙パックは本来は禁忌品だったが、消費者が紙パックを「洗って、開いて、乾かして」分別することで例外的にリサイクル可能となった。他の古紙に混ざった場合は禁忌品となる。

LL紙パックやアルミ付き紙パックは、地域と分別方法によって禁忌品として扱われる場合とリサイクル可能な場合がある。

防水加工された紙
紙コップ、紙皿、紙製のカップ麺・ヨーグルト・アイスクリーム容器など。
硫酸紙(パーチメント紙)
クッキングシート、中華まん・ケーキ類の底紙、薬包紙など。
カーボン紙、ノーカーボン紙
複写用紙、伝票類などに使われている。
感熱紙
レシート、ロール状のFAX用紙など。
印画紙
写真、アルバム、インクジェット用写真用紙など。
抄色紙(判定基準A、Bを除く)
色紙、色画用紙など。
果物類のクッション材
色の濃い果物類のクッション材など。
複合材
通販用緩衝封筒、絵本型おもちゃなど。
合成紙、ストーンペーパー
屋外で使用する選挙ポスターや地図に使われている。
不織布
マスク、簡易お手拭き、フローリングワイパー、コーヒーフィルター、水切り袋、ティーバッグ、キッチンペーパー、包装紙など。
臭いのついた紙、食品かすのついた紙、汚れた紙
シール、粘着テープ
使い捨ておむつ、生理用品、ペット用トイレシート
石、ガラス、金属、土砂、木片、布類、プラスチック類

## 処理工程
一般的に水と薬品で古紙を溶かし、裁断し、パルプ・あるいはスラリーと呼ぶセルロースにする。次にろ過して不溶物 (金属・プラスチック等)とインクを除去し漂白したものが再生紙原料となる。これに新しい木材パルプを混入する。
古紙は特殊な液体で溶かし成分を抽出するが、紙の性質が違ったり、シールなどの不純物が混ざっていたりすると完全に溶けきらないこともある。
ただし、回収後に紙以外の素材を取り除き、紙の種類ごとに仕分けする工程があるため、一般家庭が資源ごみを出す際に神経質になる必要はなく、大まかな分類で構わない。

## 2008年の古紙パルプ配合率偽装問題
持続可能性が考慮されるようになるとともに、再生紙は注目されるようになった。特に、平成12年(2000年)にグリーン購入法が制定され、官公庁で使用するコピー紙は古紙パルプ配合率100%、印刷用紙は同70%以上が義務付けられたため、需要は拡大した。しかしながら、平成20年（2008年）1月8日、TBSの報道番組で、日本製紙が製造する「再生年賀はがき」の古紙パルプ配合率が、契約で取り決めた水準(40%)を大きく下回り、実際は1～5％だった事実が報道された。翌9日、日本製紙は、無断で古紙の配合率を下げていた事実を認めた。環境省及び経済産業省は日本製紙及び業界団体である日本製紙連合会に対し、再生紙製品全体の調査を求めた。すると、日本製紙だけでなく、年賀はがき用の用紙を納入していた全ての製紙メーカー（王子製紙、大王製紙、三菱製紙、北越製紙）が、偽装していたことが発覚する。
さらに、16日に日本製紙がグリーン購入法の対象品目（コピー用紙や印刷用紙）でも古紙配合偽装していたことを報告すると、25日には、日本製紙連合会加盟の17社等も、ノートやコピー用紙等の幅広い再生紙製品で古紙パルプ配合率の偽装を行っていたことを公表したことで、業界ぐるみの不正であることが発覚した。製紙業界は、前年には大気汚染防止法違反が発覚していた。日本製紙の中村雅知社長(当時)は、自身が工場長だった1997年ごろから偽装を認識していたとし、不正を放置した責任をとって辞任した（会長に就任）。各社とも、古紙配合率と品質のトレードオフを言い訳とした。前年には、日本製紙は環境負荷を理由に古紙100%再生紙の廃止を掲げる「グリーン・プロポーション」を打ち出しており、配合率乖離の是正を図ったとも指摘される。また、前年の環境省の意見募集では複数社から古紙パルプ配合率について見直しを求める提案が出されていた。ただし、品質偽装は不正である。
日本郵便の研究会は古紙配合問題の要因として、平成3年(1991年)12月に政府は古紙の定義を変更し工場内損紙を古紙と見做さないようになったが製紙会社は工場内損紙を古紙と認識していたこと、製紙会社・印刷会社は再生紙の外観上の品質を追求せねばならないと思い込んだこと、平成20年(2008年)8月時点で製紙会社は古紙の高配合に対応する郵便葉書用紙製造設備を持っていないことなどをあげている。
偽装の影響で、製紙大手各社がグリーン購入法対象の再生紙の販売を中止したことで、官公庁においては調達が滞りコピー用紙等が不足する事態となった。これを受け、翌年からグリーン購入法の再生紙基準が改定された。古紙パルプ配合率の基準を廃止し、古紙パルプ配合率や森林認証材パルプ等の環境価値パルプの利用率、白色度、坪量を組み合わせた総合評価方式（80点以上）とした。ただし、計算式における古紙パルプ配合率は、コピー用紙で（70≦x1≦100）、印刷用紙で（60≦x1≦100）となっており、事実上の制限はある。なお、日本郵便は短期的に基準を引き下げ、古紙パルプ配合率40%以下(20%以上)の郵便はがき用紙を製紙会社から調達したが、目標は40%以上のままとした。そして、平成23年(2011年)2月末以降は幅広い商品に40%以上を適用した。
令和5年度(2023年度)、環境省の環境物品等の調達の推進に関する基本方針で、印刷用紙の総合評価値の基準が緩和された。

## その他
日本では、ホッチキスの針などの存在が紙リサイクルの障害となるとの考えがあるが、製紙を行う過程で異物除去を行う工程があるため大きな障害となることはない。このためマックス社製の針の箱には、「ホッチキス針は古紙再生工程で支障ありません」の注意書きが書かれている。再生紙を製造する製紙会社は、"できるなら外してほしい"としている。
日本製紙は平成19年(2007年)4月24日に、古紙100%の再生紙の製造過程で化石燃料の使用量が増えて古紙を全く使わない場合と比べて2倍以上の二酸化炭素排出量になることなどを理由に「古紙100%の再生紙を廃止」と発表した。一方、科学技術振興機構研究開発戦略センターの安井上席フェローは、"紙の場合、二酸化炭素排出量は、あくまでも副指標に過ぎず、これだけで環境負荷を議論することは極めて不適切である。"と述べている。
また近年は、野菜などの食品カスを加工して再生紙としたもの「Food Paper」も開発されているほか、玩具メーカーのピープルが、牛乳パックなどから簡易的な私製はがき・便箋を作ることができる「紙コロジー」なる実用リサイクル機が発売されたことがある。